# Igreja Santo Antônio (Natal)
A Igreja de Santo Antônio, também conhecida como Igreja do Galo, é uma das maiores exposições arquitetônicas e religiosas de Natal, capital do estado brasileiro do Rio Grande do Norte, sendo uma dos marcos mais expressivos do barroco natalense. É um dos monumentos tombados pelo Instituto do Patrimônio Histórico e Artístico Nacional (IPHAN). A data de fundação do convento foi em 1766.
A Igreja do Galo está sob os cuidados dos Frades Menores Capuchinhos e pertence a Paróquia de Nossa Senhora da Apresentação, cuja Igreja Matriz de Nossa Senhora da Apresentação - Concatedral, é a sede paroquial.